# Distretto di Miandrivazo
Il distretto di Miandrivazo è un distretto del Madagascar situato nella regione di Menabe. Ha per capoluogo la città di Miandrivazo.
La popolazione del distretto è di 123 927 abitanti (censimento 2011).